# Смельницкий, Максим Борисович
Максим Борисович Смельницкий (род. 24 марта 1974, Челябинск) — российский хоккеист, нападающий. Мастер спорта России. тренер.

## Биография
Воспитанник челябинского «Трактора», тренер Виктор Перегудов. 11 сезонов (1992/93 — 2002/03) провёл в «Тракторе», сыграл 427 матчей, набрал 130 (70+60) очков. Также в это время выступал в низших лигах за команды «Мечел» Челябинск (1992/93 — 1993/94), «Таганай» Златоуст (1993/94), «УралАЗ» Миасс (1994/95), «Надежда» Челябинск (1995/96), «Трактор-2» (1998/99 — 2002/03).
На драфте НХЛ 1993 года выбран в 11-м раунде под общим 268-м номером клубом «Нью-Йорк Рейнджерс», в сезоне 1995/96 сыграл один матч за фарм-клуб «Бингемтон Рейнджерс» из АХЛ.
Выступал за команды «Динамо-Энергия» Екатеринбург (2003/04), «Молот-Прикамье» Пермь (2004/05), «Сталь» Аша (2004/05), «Мечел» (2005/06 — 2006/07), «Газовик» Тюмень (2007/08 — 2008/09), «Прогресс» Глазов (2009/10).
Бронзовый призёр молодёжного чемпионата мира 1994.
Тренер (2012/13 — 2015/16), исполняющий обязанности главного тренера (20 октября 2014 — 6 февраля 2015, 2015/16, с 24 ноября), главный тренер (2016/17 — 2018/19) команды МХЛ «Белые медведи». Главный тренер команды ВХЛ «Челмет» (2019/20, до 3 ноября; с 19 мая 2021). Тренер «Трактора» (3 ноября 2019—2020/21).